# إمتياز ذياب
إمتياز ذياب هي كاتبة ومخرجة فلسطينية ولدت في لبنان، تعود أصولها لبلدة طمرة. تلقت تعليمها في الفنون الجميلة والتصوير، وأبدعت في فن الريبورتاج، ثم عملت في صحيفة الحياة اللندنية وإذاعة البي بي سي، واتجهت بعدها إلى السينما وأخرجت العديد من الأفلام منها أطفال الحجارة، وأن تكون مع جوليان، ونون وزيتون الذي نال الجائزة الأولى في مهرجان سردينيا الدولي للأفلام.

## أعمالها
كتبت العديد من المقالات والكتب ومنها:
مقالة روح الأرض، والأميرة الهاربة من الشرق وإليه، وهل تعرفون سلافة الحجاوي؟، وصباح الخير يا قدس، وزرعنا بحر في قلنديا، وصباح الخير ناجي العلي، ومبارك هو الرب لقد صرنا أغنياء، و"كْرَنْشْ ..كْرَنْشْ..كْرَنْشْ"، والوردة الدمشقية التي احترقت في بغداد، ويافا عطر مدينة. وصدر لها كتاب ميلاد الكلمات التي وثقت به رسائل محمود درويش، وحكايات قرية، وأن تكون هنا.